# Ellefeld
Ellefeld ist eine Gemeinde im sächsischen Vogtlandkreis zwischen Auerbach/Vogtl. und Falkenstein/Vogtl.

## Geographie

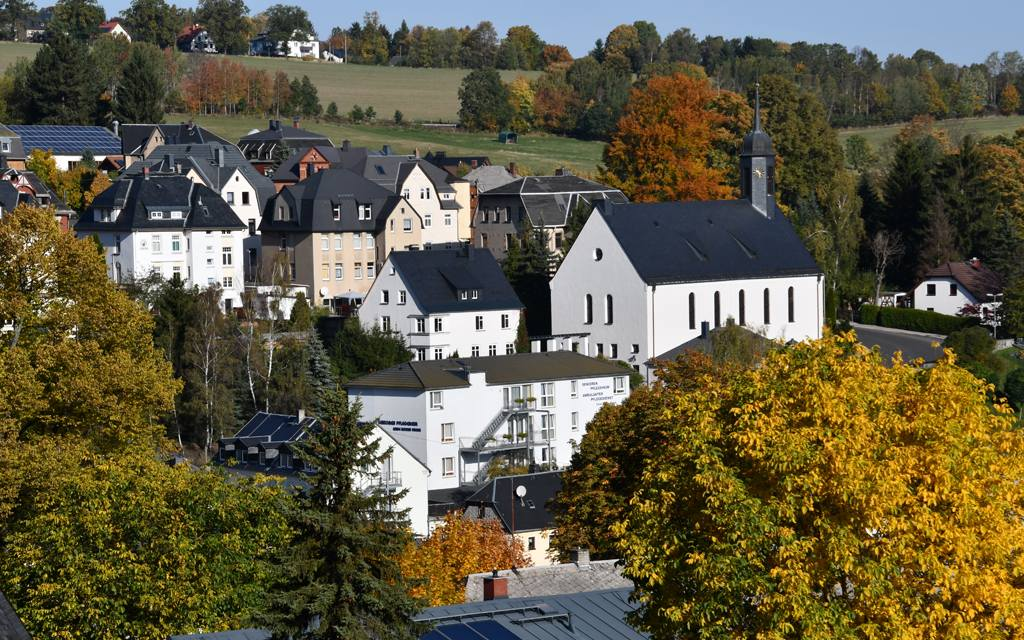
Eine Ortsansicht Ellefeld (2020).

In der Gemeinde im östlichen Teil des Vogtlandes vereinigt sich die Rote mit der Weißen Göltzsch zur Göltzsch.
Die Höhenlage von Ellefeld beträgt 490 bis 650 Meter. Ellefeld liegt eingebettet in Wiesen und Wäldern am Flüsschen Göltzsch. Ellefeld liegt an der Bundesstraße 169 und wird von der Vogtlandbahn angefahren. Nördlich der Gemeinde liegt der Flugplatz Auerbach.
Der Ort wird im vertakteten ÖPNV des Verkehrsverbunds Vogtland von mehreren Buslinien bedient. Die PlusBus-Linien 10, 50 und 70 ergeben zusammen einen 20-Minuten-Takt nach Falkenstein, Auerbach und Rodewisch.
Plauen, die größte Stadt des Vogtlandes, befindet sich in 24 Kilometer Entfernung in westlicher Richtung. Zwickau liegt 32 Kilometer nördlich von der Gemeinde. Unter den Nachbargemeinden Ellefelds sind die Stadt Auerbach im Nordosten und die Stadt Falkenstein im Südwesten. Direkt östlich der Gemeinde beginnt ein Waldgebiet auf das Beerheide folgt.
Ellefeld zählt mit über 2500 Einwohnern zu den einwohnerstärkeren Gemeinden im Vogtlandkreis und ist zugleich mit 4,55 km² die flächenmäßig kleinste Kommune. Die Bevölkerungsdichte ist dadurch mit 556 Einwohnern pro Quadratmeter für eine ländliche Gemeinde verhältnismäßig hoch.
Zur Gemeinde Ellefeld gehören die Ortslagen Hammer, Hohofen und Juchhöh sowie das Gut Mühlberg.

## Geschichte

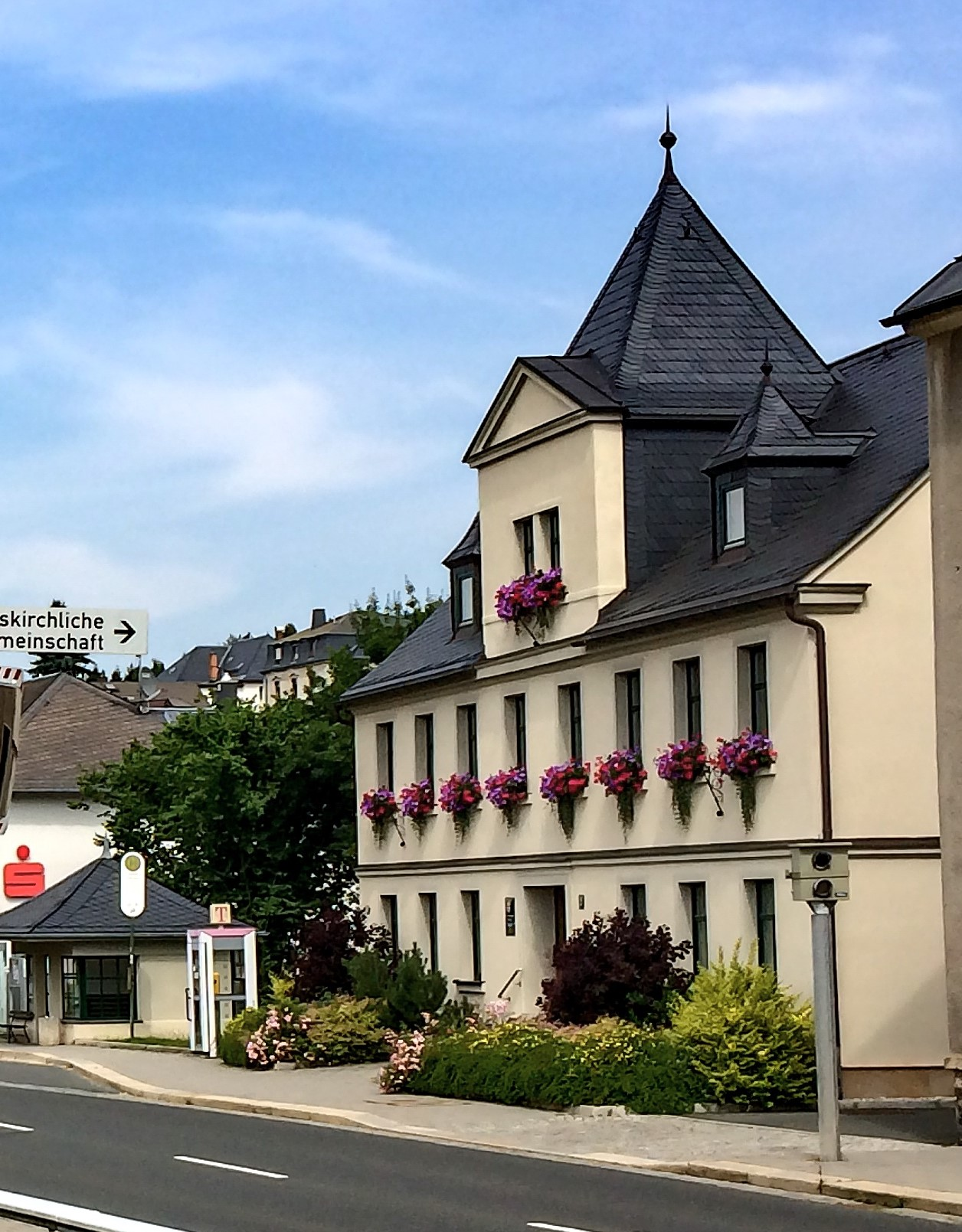
Rathaus in der Hauptstraße 21

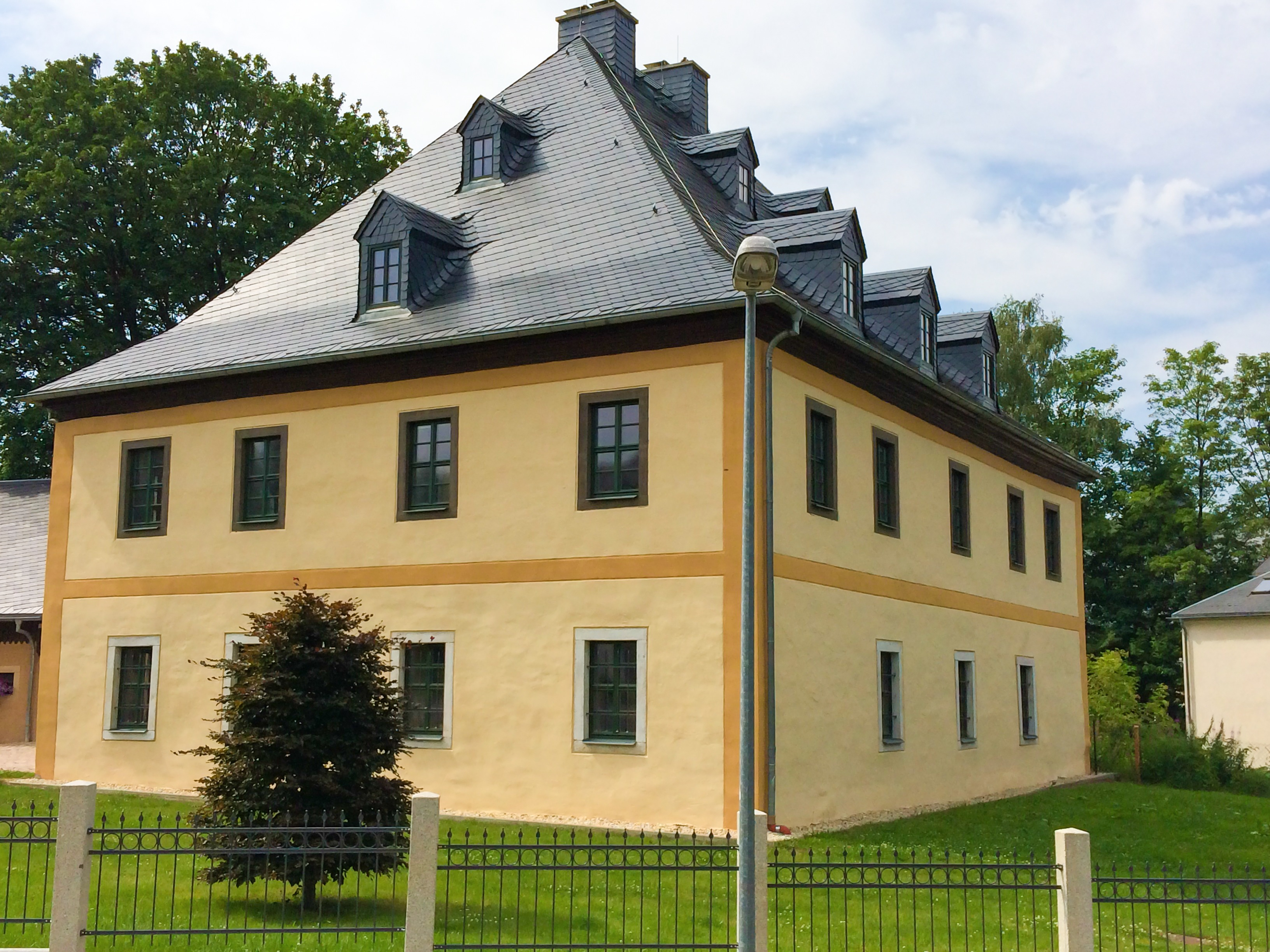
Oberes Schloss

Ellefeld wurde erstmals 1459 urkundlich erwähnt. Auf den Ländereien des Heinrich Reuß von Plauen waren Arbeitskräfte aus dem Eger- und Saaletal tätig. Später ging der Besitz an die Freiherren von Trützschler. Das Rittergut entstand 1469. Lange Zeit existierten in Ellefeld Hammerwerke, die zum Messingwerk Niederauerbach gehörten. Als letztes stellte die sogenannte Neue Ellefelder Messinghütte 1831 den Betrieb ein. Die Ellefelder Arbeiten wurden im Zuge des technologischen Fortschritts dieser Zeit zum Hauptwerk nach Niederauerbach bzw. zur Elisabethhütte verlegt, in der sich bereits ein Walzwerk befand. Insgesamt waren in Ellefeld um 1800 vier Hütten tätig, die zu Niederauerbach gehörten. Zuvor eigenständige Werke wurden seit der Privilegierung des dortigen Werkes seit dem Jahre 1622 teils illegal betrieben.
Das Obere Schloss stammt aus dem Jahr 1710; das Untere Schloss wurde 1734 erbaut. Im 17. und 18. Jahrhundert setzte die Industrialisierung ein. Ellefeld entwickelte sich vom Bauern- zum Weberdorf, auch kam die Stickerei dazu.
Zum 1. Januar 2007 wurden 0,0654 ha unbewohntes Land von Falkenstein nach Ellefeld umgegliedert. 2009 wurden 0,0811 ha von Auerbach umgegliedert. Ellefeld feierte 2009 das 550-jährige Bestehen der Gemeinde.
Im Jahr 2018 erwarb die Gemeinde das Gebäude in der Hauptstraße 34. Es entstand mit Bürgerbeteiligung eine Projektidee zur Umgestaltung des Hauses, die 2019 vom Freistaat Sachsen mit einem Preisgeld in Höhe von 450.000 € ausgezeichnet wurde. Vorgesehen ist eine vielseitige Nutzung durch Café, Lebensmittelversorgung, Veranstaltungssaal und Coworking-Spaces. In der mittleren Etage soll die Gemeindeverwaltung untergebracht werden, die sich bislang im unter Denkmalschutz stehenden Gebäude in der Hauptstraße 21 befindet. Ein von einigen Bürgern initiiertes Bürgerbegehren gegen den Umzug der Verwaltung scheiterte im Spätsommer 2020 an formalen Fehlern. Der Rückbau des alten Gebäudes erfolgte im Herbst 2022. Der Baubeginn für die Umsetzung des Projektes nach dem Entwurf der Neumann-Architekten aus Plauen ist für das Frühjahr 2023 geplant.

### Verwaltungszugehörigkeit
- 1606: Amt Plauen[7]
- 1764: Amt Plauen
- 1816: Amt Plauen mit Pausa
- 1843: Amt Plauen mit Pausa
- 1856: Gerichtsamt Falkenstein
- 1875: Amtshauptmannschaft Auerbach
- 1952: Kreis Auerbach
- 1994: Landkreis Auerbach
- 1996: Vogtlandkreis
- 2008: Vogtlandkreis (mit Plauen)

### Entwicklung der Einwohnerzahl
1557 lebten in Ellefeld 18 besessene Mann, 5 Häusler und 7 Inwohner, für 1764 sind 24 besessene Mann und 27 Häusler belegt.
| - 1834: 1503 - 1871: 1943 - 1890: 2581 - 1910: 5875 - 1925: 5380 - 1939: 5440 - 1946: 5023 | - 1950: 5539 - 1964: 4648 - 1990: 3329 - 1998: 3327 - 1999: 3318 - 2000: 3271 bzw. 3317 | - 2001: 3259 - 2002: 3218 - 2003: 3147 - 2004: 3122 - 2006: 3059 - 2007: 2982 - 2008: 2924 | - 2009: 2854 - 2012: 2723 - 2013: 2674 - 2020: 2529 - 2021: 2523 |

Unter den 69 Kommunen der Amtshauptmannschaft Auerbach war Ellefeld 1910 auf Rang 7 der Einwohnerstatistik.

## Politik

### Gemeinderat
Der Gemeinderat besteht aus 15 Gemeinderäten. Weiterhin ist der Bürgermeister stimmberechtigt. Seit der Gemeinderatswahl am 9. Juni 2024 verteilen sich die 15 Sitze des Gemeinderates folgendermaßen auf die einzelnen Gruppierungen:
- Unabhängige Liste für Ellefeld (ULE): 11 Sitze
- AfD: 1 Sitz (ein Sitz bleibt mangels Kandidat unbesetzt)
- CDU: 2 Sitze
- Ellefelder Bürgervereinigung (EBV): 1 Sitz

| Gemeinderat ab 2024Insgesamt 15 Sitze - EBV: 1 - ULE: 11 - CDU: 2 - AfD: 1 Ein Sitz der AfD bleibt mangels Bewerber unbesetzt. Der Gemeinderat verkleinert sich entsprechend. | Wahlvorschlag                  | 2024   | 2024   | 2019   | 2019   | 2014   | 2014   |
| Gemeinderat ab 2024Insgesamt 15 Sitze - EBV: 1 - ULE: 11 - CDU: 2 - AfD: 1 Ein Sitz der AfD bleibt mangels Bewerber unbesetzt. Der Gemeinderat verkleinert sich entsprechend. | Wahlvorschlag                  | Sitze  | in %   | Sitze  | in %   | Sitze  | in %   |
| Gemeinderat ab 2024Insgesamt 15 Sitze - EBV: 1 - ULE: 11 - CDU: 2 - AfD: 1 Ein Sitz der AfD bleibt mangels Bewerber unbesetzt. Der Gemeinderat verkleinert sich entsprechend. | Unabhängige Liste für Ellefeld | 11     | 68,1   | 11     | 66,9   | 10     | 56,0   |
| Gemeinderat ab 2024Insgesamt 15 Sitze - EBV: 1 - ULE: 11 - CDU: 2 - AfD: 1 Ein Sitz der AfD bleibt mangels Bewerber unbesetzt. Der Gemeinderat verkleinert sich entsprechend. | AfD                            | 1      | 15,8   | –      | –      | –      | –      |
| Gemeinderat ab 2024Insgesamt 15 Sitze - EBV: 1 - ULE: 11 - CDU: 2 - AfD: 1 Ein Sitz der AfD bleibt mangels Bewerber unbesetzt. Der Gemeinderat verkleinert sich entsprechend. | CDU                            | 2      | 10,2   | 2      | 14,9   | 4      | 22,2   |
| Gemeinderat ab 2024Insgesamt 15 Sitze - EBV: 1 - ULE: 11 - CDU: 2 - AfD: 1 Ein Sitz der AfD bleibt mangels Bewerber unbesetzt. Der Gemeinderat verkleinert sich entsprechend. | Ellefelder Bürgervereinigung   | 1      | 3,8    | 1      | 6,7    | 1      | 7,5    |
| Gemeinderat ab 2024Insgesamt 15 Sitze - EBV: 1 - ULE: 11 - CDU: 2 - AfD: 1 Ein Sitz der AfD bleibt mangels Bewerber unbesetzt. Der Gemeinderat verkleinert sich entsprechend. | Grüne                          | –      | 2,0    | –      | 4,2    | –      | 3,8    |
| Gemeinderat ab 2024Insgesamt 15 Sitze - EBV: 1 - ULE: 11 - CDU: 2 - AfD: 1 Ein Sitz der AfD bleibt mangels Bewerber unbesetzt. Der Gemeinderat verkleinert sich entsprechend. | Linke                          | –      | –      | 1      | 7,3    | 1      | 9,9    |
| Gemeinderat ab 2024Insgesamt 15 Sitze - EBV: 1 - ULE: 11 - CDU: 2 - AfD: 1 Ein Sitz der AfD bleibt mangels Bewerber unbesetzt. Der Gemeinderat verkleinert sich entsprechend. | FDP                            | –      | –      | –      | –      | –      | 0,6    |
| Gemeinderat ab 2024Insgesamt 15 Sitze - EBV: 1 - ULE: 11 - CDU: 2 - AfD: 1 Ein Sitz der AfD bleibt mangels Bewerber unbesetzt. Der Gemeinderat verkleinert sich entsprechend. | Wahlbeteiligung                | 72,6 % | 72,6 % | 64,7 % | 64,7 % | 51,9 % | 51,9 % |

### Bürgermeister
Der Bürgermeister der Gemeinde ist Jörg Heinrich Kerber (parteilos). Zuvor war sein Vater Heinrich Kerber von 1994 bis 2013 Bürgermeister. Von 1924 bis 1945 war Otto Geipel Bürgermeister. Er bekleidete das Amt bisher am längsten.
| Wahl | Bürgermeister        | Vorschlag | Wahlergebnis (in %) |
| ---- | -------------------- | --------- | ------------------- |
| 2020 | Jörg Heinrich Kerber | Kerber    | 78,8                |
| 2013 | Jörg Heinrich Kerber | Kerber    | 61,4                |
| 2008 | Heinrich Kerber      | Kerber    | 99,4                |
| 2001 | Heinrich Kerber      | Kerber    | 99,9                |
| 1994 | Heinrich Kerber      | Kerber    | 82,9                |

### Wappen und Namensformen
| Wappen von Ellefeld |
| Wappenbegründung: Das Wappen zeigt oben auf schwarzem Grund ein gelbes Gebäude. Das dargestellte Obere Schloss, das Herrenhaus des Ellefelder Ritterguts, ist das markanteste Gebäude der Gemeinde. Darunter symbolisiert ein rot-weiß gewellter Querstreifen den Zusammenfluss der Weißen und der Roten Göltzsch zur Göltzsch auf dem Gemeindegebiet. Unten befindet sich ein weißer Spitzenausschnitt auf schwarzem Grund. Dieser steht für die Bedeutung der Textilindustrie und insbesondere der Stickerei in der Geschichte der Gemeinde. |

- 1459: Ellefelt[8]
- 1531: Ellefelt
- 1579: Ellefelt, Elefeld
- 1791: Ellefeld

### Kooperationen und Mitgliedschaften
Die Gemeinde Ellefeld ist u. a. Mitglied
- im Mittelzentralen Städteverbund Göltzschtal
- in der Leaderregion "Sagenhaftes Vogtland e. V."
- in der Genossenschaft "Rathaushauscloud"
- im Südwestsachsen Digital e. V.
- mit der Gemeinde Steinberg besteht eine Kooperation im "kommunalen Energiemanagement"

## Sehenswürdigkeiten
Zu den Sehenswürdigkeiten und Kulturdenkmalen zählen unter anderem die evangelische Lutherkirche, die evangelisch-methodistische Auferstehungskirche, die zwei Herrenhäuser Oberes Schloss und Unteres Schloss, das Rathaus in der Hauptstraße 21, das ehemalige Forsthaus in der Hohofener Straße 37 sowie mehrere Wohn- und Geschäftshäuser.

### Naturschutz
- Siehe auch: Liste der Naturdenkmale in Ellefeld

## Veranstaltungen
Jährlich findet im Mai das "Ellefelder Schlossfest" und am Samstag des 4. Advent die "Ellefelder Schlossweihnacht" statt. Die Feste werden jeweils von zirka 10 Ellefelder Vereinen in Zusammenarbeit mit der Gemeindeverwaltung ausgestaltet und organisiert. Im Oktober findet rund um den Marktplatz die Ellefelder Kirmes statt.
Regelmäßig finden Gottesdienste in der evangelisch-lutherischen, der evangelisch-methodistischen Kirche und der Landeskirchlichen Gemeinschaft statt.

## Söhne und Töchter der Gemeinde
- Franz Louis Ernst (1863–unbekannt), Bankkaufmann und Lokalpolitiker
- Hugo Herold (1880–1945), Komponist
- Klaus D. Koch (* 1948), Chirurg und Aphoristiker
- Kurt Walter Leucht (1913–2001), Architekt, Chefplaner von Eisenhüttenstadt
- Christian Martin (* 1950), Dramatiker, Hörspiel- und Märchenautor
- Martin Schneider (1889–1946), Turnlehrer, Nationaltrainer und Funktionär
- Otto Schüler (1901–1974), vogtländischer Mundartdichter